# 호흡용 보호구
호흡용 보호구(呼吸用保護具)는 위험한 연기나 증기, 가스뿐만 아니라 먼지, 공기 중 미생물과 같은 미립자 물질을 포함한 위험한 대기를 흡입하는 것을 방지하기 위해 만들어진 보호구이다. 호흡용 보호구는 오염된 대기를 여과하여서 호흡이 가능한 공기를 얻는 음압식 보호구(陰壓式保護具)와, 산소통 따위에 물건에서 호흡이 가능한 공기가 공급되는 구조인 양압식 보호구(陽壓式保護具)로 크게 두가지로 나뉜다. 각각에 보호구는 공기 중의 유해인자를 줄이거나 제거하기 위해서 다양한 방법을 사용한다.
음압식 보호구에는 안면부 여과형(일반 마스크), 정화통 직결형, 반면형, 전면형 등이있다.
양압식 보호구에는 밀착형과 비밀착형으로 나뉜다.

## 형태

### 음압식 보호구
안면부 여과형은 흔히들 아는 일반 마스크이며 사용 후 폐기되어 유지, 보수가 필요없다. 정화통 직결형은 방진필터, 정화통과 함께 사용할 수 있으며 유지, 보수가 필요하다. 반면형은 얼굴의 절반인 코와 입만 가리는 보호구이다. 전면형은 얼굴 전체를 가리는 보호구이며 고글이나 보안경을 대체하는 기능도 한다.

### 양압식 보호구
밀착형은 안면부 전체를 가리는 형태로 반드시 호흡용 보호구 밀착 점검을 실시해야 한다.
비밀착형은 후드나 헬멧 형태의 보호구로 안면에 밀착되지 않고 얼굴이나 몸에 씌우는 형태이다.

## 여과 방법

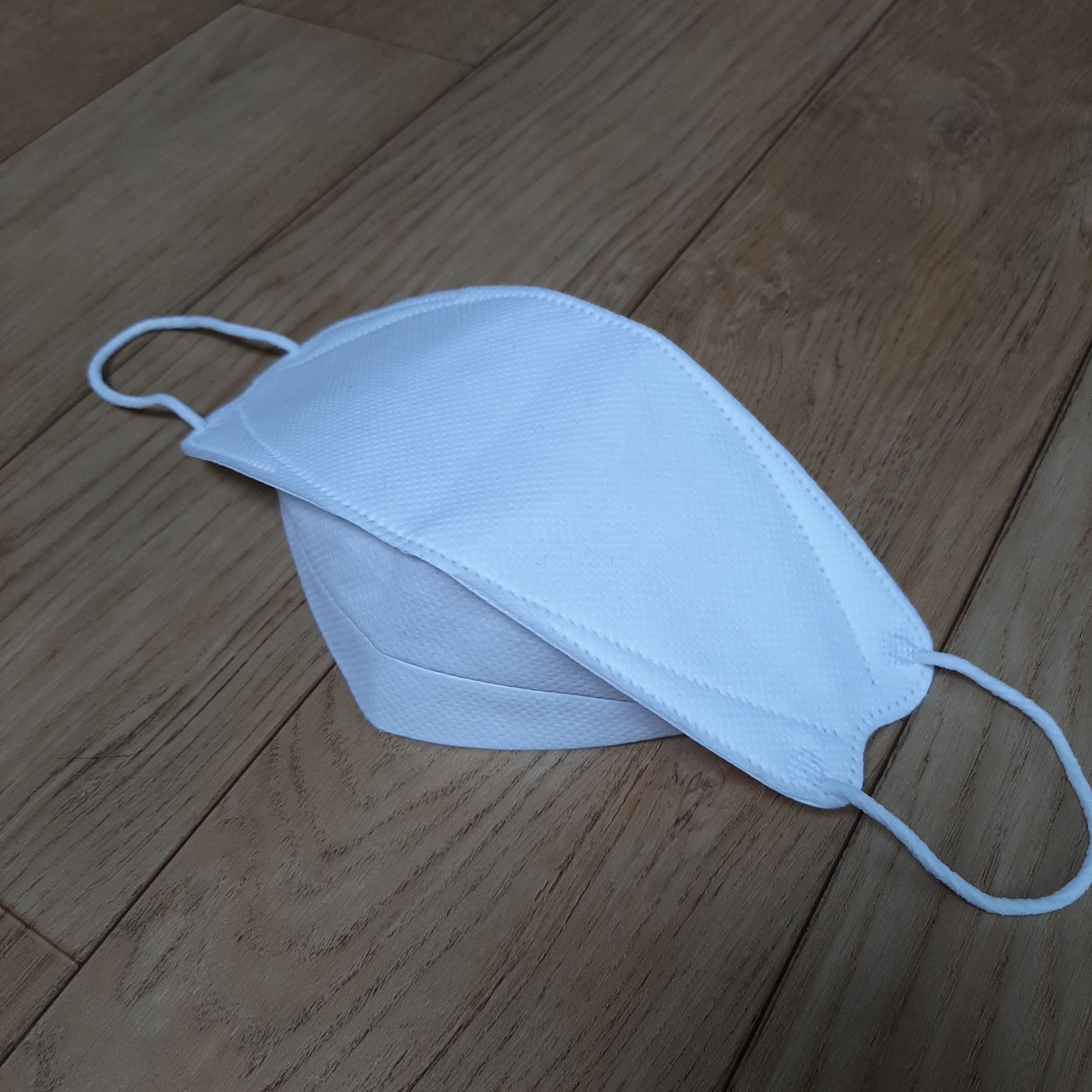
KF94 마스크

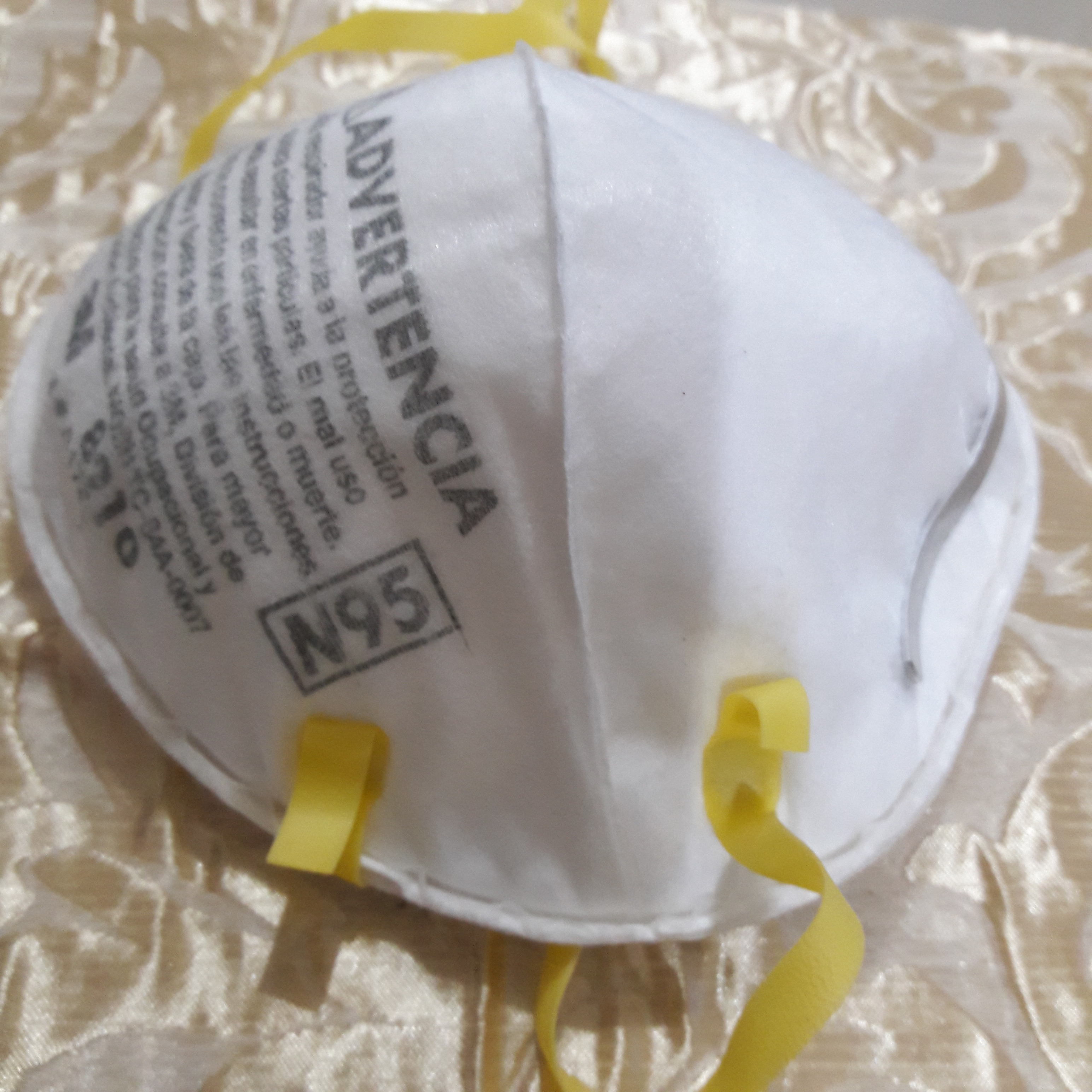
N95 마스크

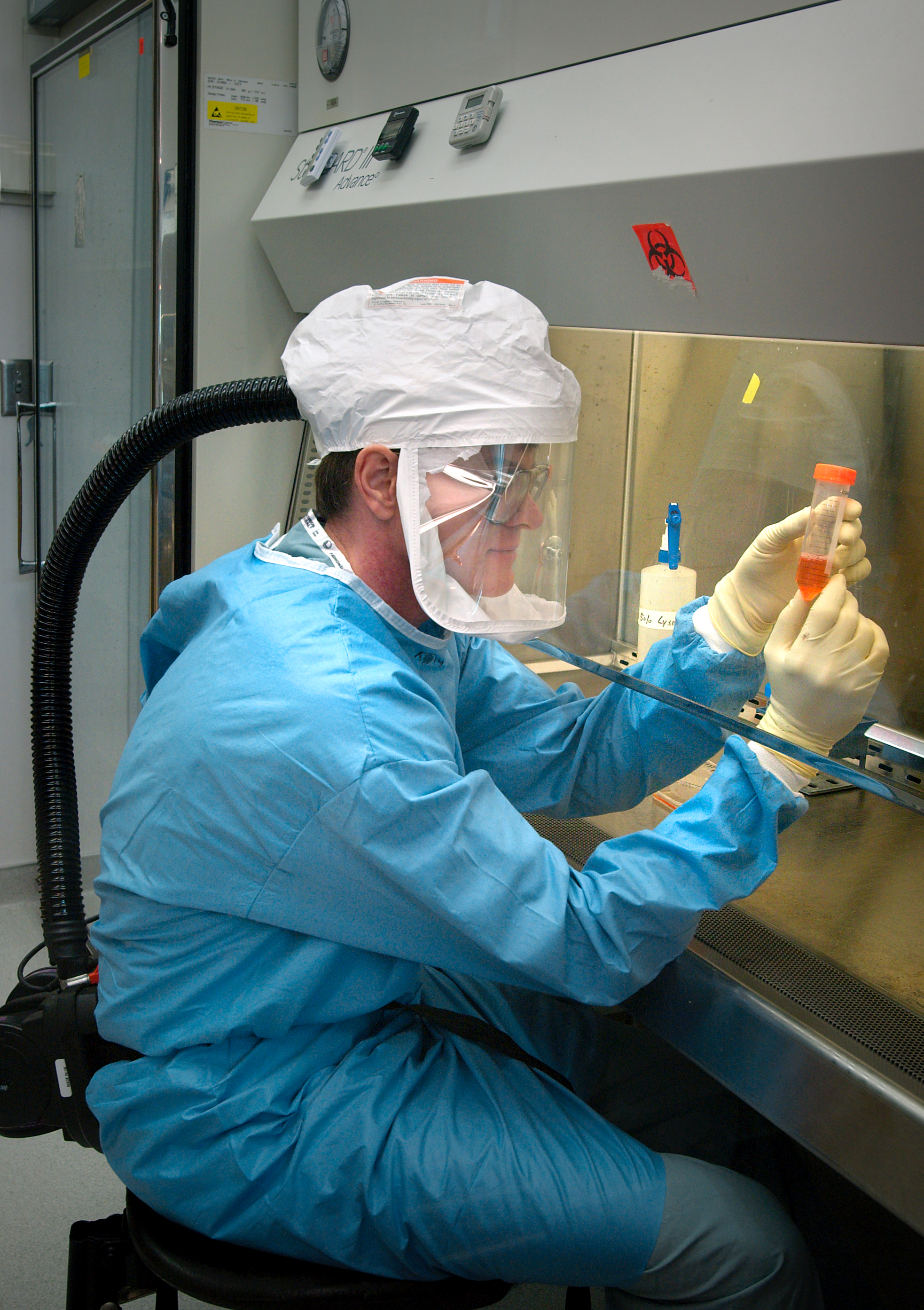
양압식 비밀착형

### 음압식 보호구

#### 대한민국 표준 필터
| 등급 | 비고                        |
| ---- | --------------------------- |
| KF80 | 분진포집효율 80% 이상(0.6)  |
| KF94 | 분진포집효율 94 % 이상(0.4) |
| KF99 | 분진포집효율 99 % 이상(0.4) |

#### 미국 표준 필터
| 등급 | 비고                     |
| ---- | ------------------------ |
| N95  | 공기 중 입자 95% 여과    |
| N99  | 공기 중 입자 99% 여과    |
| N100 | 공기 중 입자 99.97% 여과 |
| R95  | 공기 중 입자 95% 여과    |
| R99  | 공기 중 입자 99% 여과    |
| R100 | 공기 중 입자 99.97% 여과 |
| P95  | 공기 중 입자 95% 여과    |
| P99  | 공기 중 입자 99% 여과    |
| P100 | 공기 중 입자 99.97% 여과 |

#### 나라별 표준 필터
- 중국 KN95
- 오스트레일리아 /  뉴질랜드 P2
- 일본 DS3/DS2/DS1, JIS T9002/T9001

#### 방독면 정화통
방독면 정화통은 대체적으로 필터나 흡착제가 가스나 오염된 공기를 여과한다.

### 양압식 보호구
양압식에서는 머리나 안면부쪽으로 공기를 밀어넣는다. 외부의 오염된 공기를 정화통을 통해 여과하여 보내는 전동형과, 보호구와는 별도의 산소통에서 공기를 보내는 송기형으로 나뉜다.

### 자가공급식 호흡기 (SCBA)

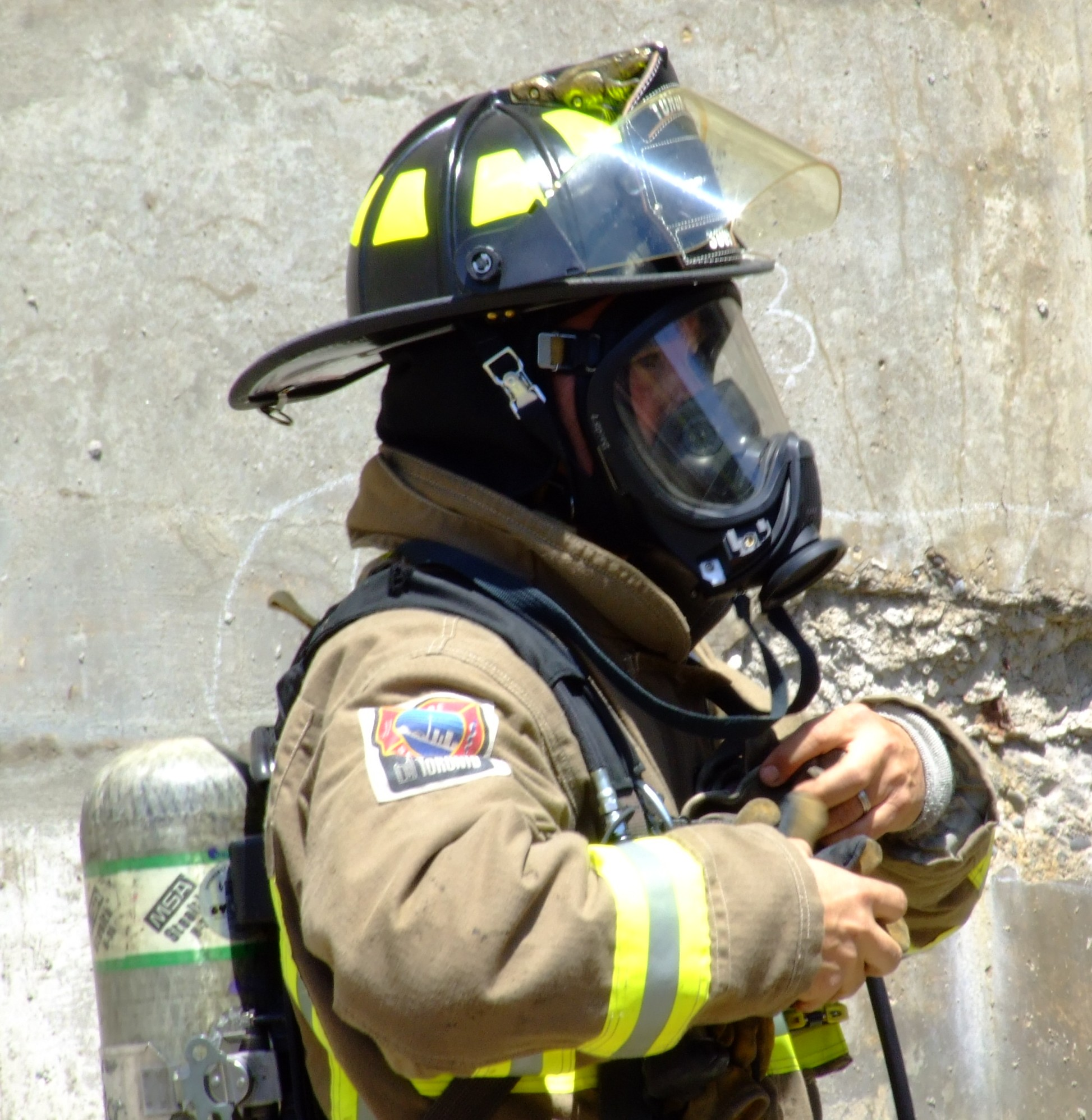
자가공급식 호흡기

자가공급식 호흡기는 큰 틀에서 보면 양압식이나 탱크에 담긴 공기를 공급하므로 다른 양압식 호흡용보호구와는 차별적이다. 유해인자 수준 파악이 불가능하거나 농도, 독성이 높은 경우에 사용한다.

## 특징

### 호흡용 보호구 밀착 검사
호흡용 보호구 밀착 검사는 보호구가 얼굴에 제대로 밀착되었는지 확인하는 검사이다. 대체적으로 가스나 에어로졸 등을 방지하기 위해서 검사를 진행한다. 검사 종류에는 정성밀착검사와 정량밀착검사로 총 2개이다.

## 역사

### 제1차 세계 대전
독일군에 의해 독가스가 개발되어서 이에 대응책으로 방독면을 사용하였다.

### 2020년대
- 코로나19 범유행

범유행으로 인하여 보건용 마스크를 착용하고 있으며, 대한민국에서는 2020년 2월 27일부터 공적 마스크 판매가 시작되었다. 4월 1일 기준 공적 마스크의 하루 생산량은 약 천만개이다. 대한민국의 코로나19 현장 의료진들은 초반에는 고글과 함께 보건용 마스크를 착용했으나, 후반부터는 비밀착형 보호구나 고글 대신 페이스쉴드를 착용한다. 중국에서는 2020년 2월 29일부터 일일 1억 1600만장을 생산한다고 국가발전개혁위원회가 발표했다.

## 훈련; 인간 공학
| 산업 안전 전문가 양성 매뉴얼 | 산업 안전 전문가 양성 매뉴얼 | 산업 안전 전문가 양성 매뉴얼 | 산업 안전 전문가 양성 매뉴얼 | 산업 안전 전문가 양성 매뉴얼                                                                          | 산업 안전 전문가 양성 매뉴얼 |
| 상태                         | 언어                         | 발행일                       | 페이지 수                    | 매뉴얼을 준비한 조직                                                                                  | 매뉴얼 |
| ---------------------------- | ---------------------------- | ---------------------------- | ---------------------------- | --- | --- |
| 미국                         | 영어                         | 1987                         | 305                          | 미국 국립 직업안전위생연구소 (NIOSH)                                                                  | NIOSH Guide to Industrial Respiratory Protection |
| 미국                         | 영어                         | 2005                         | 32                           | National Institute for Occupational Safety and Health (NIOSH)                                         | NIOSH Respirator Selection Logic |
| 미국                         | 영어                         | 1999                         | 120                          | National Institute for Occupational Safety and Health (NIOSH)                                         | TB Respiratory Protection Program In Health Care Facilities                                                                                          |
| 미국                         | 영어                         | 2017                         | 48                           | Pesticide Educational Resources Collaborative (PERC)                                                  | Respiratory Protection Guide. Requirements for Employers of Pesticide Handlers                                                                       |
| 미국                         | 영어 스페인어                | -                            | -                            | Occupational Safety and Health Administration (OSHA)                                                  | Respiratory Protection eTool (Proteccion respiratoria eTool)                                                                                         |
| 미국                         | 영어                         | 2011                         | 124                          | Occupational Safety and Health Administration (OSHA)                                                  | Small Entity Compliance Guide for the Respiratory Protection Standard (OSHA 3384 – 09)                                                               |
| 미국                         | 영어                         | 2015                         | 96                           | Occupational Safety and Health Administration (OSHA)                                                  | Hospital Respiratory Protection Program Toolkit (OSHA 3767. Resources for Respirator Program Administrators)                                         |
| 미국                         | 영어                         | 2012                         | 54                           | Occupational Safety and Health Administration (OSHA) in North Carolina                                | A Guide to Respiratory Protection (Industry Guide 44)                                                                                                |
| 미국                         | 영어                         | 2014                         | 44                           | Occupational Safety and Health Administration (OSHA) in Oregon                                        | Breathe Right! Oregon OSHA’s guide developing a respiratory protection program for small-business owners and managers                                |
| 미국                         | 영어                         | 2016                         | 32                           | Occupational Safety and Health Administration (OSHA) in Oregon                                        | Air you breathe: Oregon OSHA's respiratory protection guide for agricultural employers                                                               |
| 미국                         | 영어                         | 2014                         | 38                           | Occupational Safety and Health Administration (OSHA) in Oregon                                        | Respiratory Protection. Oregon OSHA Technical Manual                                                                                                 |
| 미국                         | 영어                         | 2017                         | 51                           | Occupational Safety and Health Administration (OSHA) in California                                    | Respiratory Protection in the Workplace. A Practical Guide for Small-Business Employers. 3 ed.                                                       |
| 미국                         | 영어                         | 2001                         | 166                          | Office of Nuclear Reactor Regulation. Washington, DC (USA), U.S. Nuclear Regulatory Commission        | Manual of Respiratory Protection Against Airborne Radioactive Material (NUREG/CR-0041, Revision 1)                                                   |
| 미국                         | 영어                         | 1986                         | 173                          | National Institute for Occupational Safety and Health (NIOSH) i Environmental Protection Agency (EPA) | A guide to respiratory protection for the asbestos abatement industry (NIOSH IA 85 – 06; EPA DW 75932235-01-1) 보관됨 2021-03-22 - 웨이백 머신       |
| 캐나다                       | 프랑스어                     | 2013, 2002                   | 60                           | Commission des normes, de l'equite, de la sante et de la securite du travail                          | Appareils de protection respiratoire 보관됨 2021-03-22 - 웨이백 머신; Guide pratique de protection respiratoire 보관됨 2019-08-22 - 웨이백 머신 2ed. |
| 캐나다                       | 영어                         | 2015                         | -                            | Institut de recherche Robert-Sauve en sante et en securite du travail (IRSST)                         | A support tool for choosing respiratory protection against bioaerosols                                                                               |
| 캐나다                       | 프랑스어                     | 2015                         | -                            | Institut de recherche Robert-Sauve en sante et en securite du travail (IRSST)                         | Un outil d’aide a la prise de decision pour choisir une protection respiratoire contre les bioaerosols                                               |
| 프랑스                       | 프랑스어                     | 2017                         | 68                           | l’Institut national de recherche et de sécurité (INRS)                                                | Les appareils de protection respiratoire. Choix et utilisation. (ED 6106) 2ed.                                                                       |
| 독일                         | 독일어                       | 2011                         | 174                          | Deutsche Gesetzliche Unfallversicherung (DGUV)                                                        | BGR/GUV-R 190 Benutzung von Atemschutzgereaten |
| 영국                         | 영어                         | 2013                         | 59                           | Health and Safety Executive (HSE)                                                                     | Respiratory protective equipment at work. A practical guide 4ed.                                                                                     |
| 영국                         | 영어                         | 2016                         | 29                           | The UK Nuclear Industry Radiological Protection Coordination Group (IRPCG)                            | Respiratory Protective Equipment (Good Practice Guide)                                                                                               |
| 아일랜드                     | 영어                         | 2010                         | 19                           | The Health and Safety Authority (HSA)                                                                 | A Guide to Respiratory Protective Equipment (HSA0362)                                                                                                |
| 뉴질랜드                     | 영어                         | 1999                         | 51                           | Occupational Safety and Health Service (OSHS)                                                         | A guide to respiratory protection 보관됨 2018-06-12 - 웨이백 머신                                                                                    |
| 칠레                         | 스페인어                     | 2009                         | 40                           | Instituto de Salud Publica de Chile (ISPCH)                                                           | Guia para la seleccion y control de proteccion respiratoria (Guia tecnica) 보관됨 2019-08-22 - 웨이백 머신                                           |
| 스페인                       | 스페인어                     | -                            | 16                           | Instituto Nacional de Seguridad, Salud y Bienestar en el Trabajo (INSSBT)                             | Guia orientativa para la seleccion y utilizacion de protectores respiratorios (Documentos tecnicos INSHT) 보관됨 2019-04-24 - 웨이백 머신            |
| 이탈리아                     | 이탈리아어                   | -                            | 64                           | „Sabbatini Consulting di Sabbatini Roberto“                                                           | Guida alla scelta e all'uso degli apparecchi di protezione delle vie respiratorie 보관됨 2018-08-20 - 웨이백 머신                                    |
| 네덜란드                     | 네덜란드어                   | 2001                         | 88                           | Nederlandse Vereniging voor Arbeidshygiëne                                                            | Selectie en Gebruik van Ademhalingsbeschermingsmiddelen                                                                                              |

내쉬는 공기에는 이산화탄소가 포함되어 있다. 이 공기가 마스크를 채 운다 (안전한 집중 0.5% 8시; 1.4% 15 분). 결과는 두통이다. 호흡기를 장기간 사용하면 피부염을 유발할 수 있다. 방독면은 1 시간 이하로 사용하는 것이 좋다.

## 같이 보기
- 방진 마스크
- 방독면
- 오픈 소스 하드웨어
- 개인 보호 장비
- 수술용 마스크
- 인공호흡기